# 三上周通
三上 周通（みかみ しゅうつう、生没年不詳）は室町時代中期の人物で因幡国巨濃郡岩井庄に所領を有していた三上氏の一族。通称・近江入道、曾孫に兵庫頭政実。
周通の初見は康正2年（1456年）のことである。この年、周通は内裏造営の段銭10貫文を「因州岩井庄」から納入している。このほか、「永享以来御番帳」、「文安年中御番帳」などに幕府奉公衆、五番衆としてその名が見える。
ちなみに周通とは入道号のことであり、実名についてはわかっていない。